# Derniere Riviere
Derniere Riviere es una localidad de Santa Lucía, que forma parte del distrito de Dennery.